# Игњац Брул
Игњац Брул (Простјејов, 7. новембар 1846 – Беч, 17. септембар 1907) био је пијаниста и композитор рођен у Моравској, који је живео и радио у Бечу.
Његова најпознатија оперска композиција била је Златни крст, које је постало репертоарско дело неколико деценија након прве продукције 1875. године, али је занемарено пошто су га нацисти забранили због Бруловог јеврејског порекла. Написао је и дела за концертну салу и рецитале. Брулов композициони стил био је живахан, али нескривено конзервативан, у духу Менделсона и Шумана.
Брул је такође био веома цењен као даровит концертни пијаниста. Јоханес Брамс је редовно желео да му Брул буде партнер у приватним извођењима четвороручних клавирских дуета. 

## Биографија

### Ране године
Игњац Брул је рођен у Простјејову у Моравској, као најстарији син Катарине Шрајбер и Зигмунда Брула. Његови родитељи су били успешни јеврејски трговци и велики заљубљници у музику; његова мајка је свирала клавир, а отац (који је био у блиском сродству са учењаком Талмуда Нехемијом Брулом) певао је баритон. Породица је 1848. преселила свој посао у Беч, где је Игњац Брул живео и радио до краја живота.
Мајка је почела да учи Игњаца да свира клавир кад му је било осам година. Иако је био виђен као наследник породичног бизниса, његов таленат за клавијатуром подстакао је родитеље да му пруже озбиљно музичко образовање. Са десет година је узимао часове клавира код Јулијуса Епштајна, професора на Бечком конзерваторијуму и Брамсовог пријатеља. Године 1857. почео је да учи композицију код Јохана Руфиначе и инструменте код Феликса Ота Десофа.
У својој четрнестој години живота (1860.) Брул је почео да пише свој Концерт за клавир бр. 1, који је следеће године добио своје прво јавно извођење у Бечу са Епштајном као солистом. Даље охрабрење за наставак музичке каријере дошло је уз подршку истакнутог пијанисте-композитора Антона Рубинштајна.

### Године успеха иЗлатни крст
Брул је постигао још један успех са својом Серенадом бр. 1 за оркестар, која је премијерно изведена у Штутгарту 1864. У својој 18. години живота је завршио компоновање своје прве опере, Самаркандски просјаци. Нажалост, планови за представу у Дворском позоришту у Штутгарту 1866. нису се остварили, а дело очигледно никада није одиграно. Године 1872. постављен је за професора на Хорак институту у Бечу.
Брулова друга опера, Златни крст, била је његово далеко најуспешније дело: задржала је место на репертоару неколико деценија и скоро преко ноћи довела свог композитора у жижу јавности. На премијери у Берлину у децембру 1875. године, Брула је лично похвалио император Вилхелм Први. Опера, са либретом Саломона Хермана Мозентала заснована на причи Мелесвила, садржала је емотивну драму погрешних идентитета током Наполеонових ратова.
Паралелно са каријером композитора, Брул је градио каријеру као концертни пијаниста, свирајући као солиста и рециталиста широм немачког говорног подручја. Лондонска премијера Златног крста, у продукцији Опере Карл Роса из 1878. године, поклопила се са првом од две опсежне концертне турнеје по Енглеској, током којих је свирао свој Клавирски концерт бр. 2, која је такође била композиција коју је написао у младости, 1868. године. Брул је такође свирао на турнеји са Георгом Хеншелом.

### Брамсов круг и касније године
Брул се 1882. оженио Мари Шосберг, ћерком банкара која је постала популарна домаћица бечког музичког и уметничког друштва. Брул се од тада окренуо компоновању и смањио је број концертних ангажмана и трајно је одустао од турнеја. Такође се прикључио кругу пријатеља Јоханеса Брамса, укључујући моћног музичког критичара Едуарда Ханслика, талентованог музичара и еминентног хирурга Теодора Билрота, и композитора као што су Карл Голдмарк, Роберт Фукс, па чак и Густав Малер.
Брул је био почасни британски конзул у Будимпешти и именован је за почасног носиоца Ордена Светог Михаила и Светог Ђорђа на листи Почасних одликовања 1902. (26. јуна 1902).
Умро је 17. септембра 1907. у Бечу где је и сахрањен на Средишњем гробљу.

## Музика
Значајније Брулове опере су:
- Мир у земљи (Беч, 1877),
- Бјанка (Дрезден, 1879),
- Краљица Маријета (Минхен, 1883),
- Камено срце (Праг, 1888),
- Грингор, један чин (Минхен, 1892)
- Шах краља (Минхен, 1893).
- За балет је написао оркестарску плесну свиту Бајка из Шампања (1896).

Погледајте списак композиција Игњаца Брула на посебној страници на Википедији (енглеско издање).
Оркестарска концертна дела Брула укључују увертире У шуми и Магбет, симфонију и три серенаде, виолински концерт и два клавирска концерта, као и три друга клавирска концертантна дела. Његова камерна и инструментална музика обухвата свиту и три сонате за клавир и виолину, трио, сонату за виолончело, сонату за два клавира и разне друге композиције за клавир. Писао је и песме и деонице.

### Снимци
Док је избор Брулових концертних и рециталних дела сада доступан на ЦД-у, вокални излаз је у великој мери заобиђен: неколико познатих комерцијалних снимака, између осталих, Бруловог моравског сународника Леа Слезака и Емануела Листа, и даље су ограничени на винил.  Други клавирски концерт је два пута снимљен на плочама, а 1999. године, Хиперион рекордс је објавио снимак два клавирска концерта и Концертштукк који је свирао Мартин Роско са Шкотским симфонијским оркестром ББЦ-ја под вођством Мартина Брансбија. Брулову Сонату за клавир снимила је Александра Елер за ЦПО заједно са неким другим краћим комадима за клавијатуру.
За стогодишњицу Брулове смрти 2007. издавачка кућа Камео Класикс и Брул Редисковери Проџект започели су програм снимања са циљем да Брулова оркестарска дела постану позната широј публици. Његову Симфонија оп. 31 и Серенада бр. 1, оп. 29 је снимио Белоруски државни симфонијски оркестар под вођством Мариуса Стравинског. Џенет Олни је снимила избор соло клавирских дела Брула (CC9030CD). Његову Сонату за клавир бр. 3 снимила је 2010. Валентина Сеферинова, као и његову Серенаду бр. 2, оп. 36 за оркестар (CC9031CD). Године 2011. музички директор Малтешке филхармоније, Михаел Лаус, исправио је и довршио партитуру Бруловог Виолинског концерта и снимио комплетно дело са Иљом Хофманом као солистом. Снимљена је и увертира Магбет.